# Benjamin Mottelson
Benjamin Mottelson, Ben Roy Mottelson (ur. 9 lipca 1926 w Chicago, Illinois, zm. 13 maja 2022) – duński fizyk pochodzenia amerykańskiego, laureat Nagrody Nobla z fizyki w roku 1975.

## Życiorys
Urodzony i wykształcony w USA, w roku 1947 ukończył studia w Purdue University, a w roku 1950 obronił doktorat na Harvard University. Po studiach przeniósł się do Kopenhagi, do Institute for Theoretical Physics (później znanego jako Instytut Nielsa Bohra).
W roku 1957 objął stanowisko profesora w nowo powstałym Nordyckim Instytucie Fizyki Teoretycznej im. N. Bohra (zwanym w skrócie NORDITA) w Kopenhadze. W roku 1971 otrzymał duńskie obywatelstwo.
W roku 1975 otrzymał – wraz z Aage Bohrem oraz Jamesem Rainwaterem – Nagrodę Nobla z fizyki za badania struktury jądra atomowego, w szczególności jąder silnie zdeformowanych.
Od roku 1991 był członkiem zagranicznym Polskiej Akademii Nauk. Był również członkiem wielu innych towarzystw naukowych, np. American Philosophical Society, Bangladesh Academy of Sciences oraz m.in.:
- Royal Danish Academy of Science and Letter (1974, od 1958 jako członek zagraniczny),
- Kungliga Fysiografiska S¨allskapet (Lund, Sweden) (1970)
- European Academy of Arts, Sciences and Humanities (1992)
- Finnish Society of Sciences and Letters
- Royal Norwegian Society of Sciences and Letters (DKNVS) (2001)
- Yugoslav Academy of Sciences and Arts (1979)ls BM
- National Academy of Sciences of the United States of America (1973)
- American Academy of Arts and Sciences (Cambridge, MA) (1971)

Jest autorem prac z zakresu fizyki jądrowej, dotyczących głównie struktury jądra atomowego (współtwórca tzw. kolektywnego modelu jądra atomowego).
Poza Nagrodą Nobla otrzymał wiele innych nagród (m.in. Medal Mariana Smoluchowskiego) oraz liczne tytuły Doctor honoris causa.